# Sławianówko
Sławianówko [swavjaˈnufkɔ] é uma aldeia no distrito administrativo da Comuna de Złotów, no Condado de Złotów, voivodia da Grande Polônia, na região centro-oeste da Polônia. Fica a aproximadamente 14 quilômetros (9 mi) a sudeste de Złotów e 99 quilômetros (62 mi) ao norte da capital regional Poznań. Antes de 1945, a área fazia parte da Alemanha.